# Čelovek niotkuda
Čelovek niotkuda (Человек ниоткуда) è un film del 1961 diretto da Ėl'dar Aleksandrovič Rjazanov.